# Pueblo kichwa del Pastaza

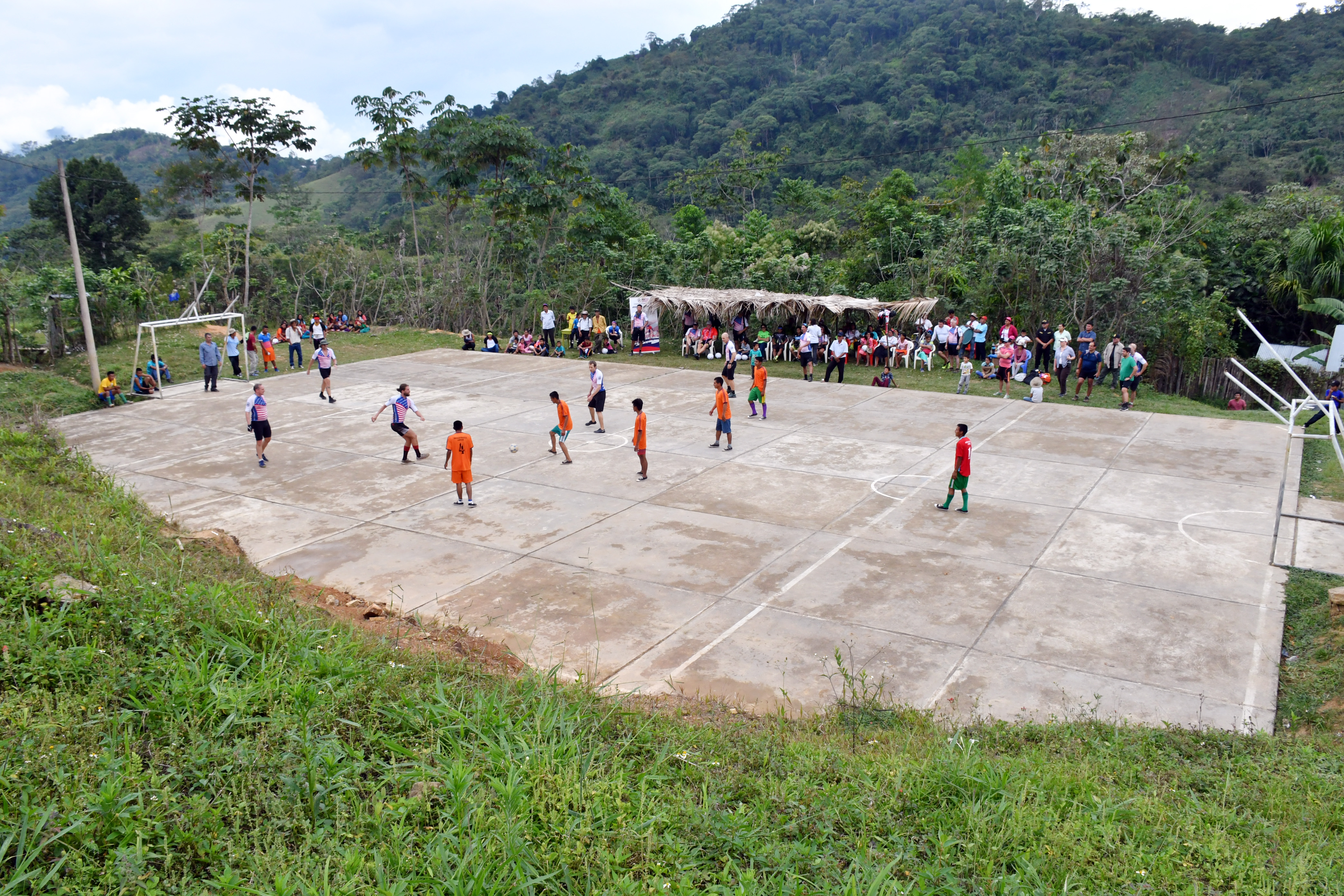
Miembros de la Embajada de los Estados Unidos en Perú juegan un partido de fútbol amistoso con miembros de la etnia Quechua Pastaza en el poblado de Chunchiwi, departamento de San Martín.

El pueblo kichwa del Pastaza, antes quechua pastaza,[cita requerida] son una etnia (o grupo étnico) amazónica en Ecuador y Perú. Está compuesto por familias que perdieron su identidad étnica, proveniente de los grupos canelos, coronados, urarinas, romaynas, shimiages, arabelas, muratos y achuar, a los que durante el período misional (siglos XV y XVI) les fue impuesto el idioma quechua. Geográficamente se ubican en la Amazonia peruana, distritos de Pastaza, Tigre, Barranca y Trompeteros.
En el Ecuador se les conoce como canelos quichuas.

## Historia
Al igual que los quechuas del río Napo (o napu-runas), los alamas o ingas eran en el pasado varias familias ―provenientes de grupos canelos, coronados, urarinas, romaynas, shimiages, arabelas, muratos y achuar― que perdieron sus idiomas y su identidad étnica porque los misioneros católicos les impusieron el idioma quechua, para facilitar el trabajo misional.
Este proceso se inicia en los siglos XVII y XVIII cuando se constituyen las misiones jesuitas de canelos (llamados así por la canela que abundaba en sus tierras. Esto sobre los ríos Bonanza y Pastaza. Estas misiones fueron rehubicadas en repetidas ocasiones, debido a epidemias y guerras entre grupos tribales. Posteriormente se instalaron en la zona misiones de dominicos que pudieron mantener sus misiones, protegiendo a la población de los traficantes de esclavos. Las misiones dominicas parecen haber contribuido con el proceso de etno-génesis quechua debido a matrimonios entre diversos grupos étnicos.
Durante el período colonial se produjeron grandes intercambios comerciales que contribuyeron al traslado de población hacia las zonas de los ríos Huallaga y Marañón. Así, a partir del siglo XVIII se observa grandes movimientos migratorios, así como un gran descenso poblacional. En el siglo XIX, la zona de los ríos Bonanza y Curaray se recuperaron demográficamente, esto debido a que la zona sirvió de refugio. Esta situación se mantuvo hasta el boom del caucho a finales del siglo XIX. Este boom cauchero produjo un notable descenso de la población al ser trasladados como esclavos hasta las cuencas de los ríos Tigre y Ucayali.
La guerra entre Perú y Ecuador de 1941 produjo también un quiebre de relaciones interétnicas en el área de los ríos Napo, Curaray y Pastaza. Posteriormente el inicio de la actividad petrolera en la zona del Pastaza impactó a los grupos nativos, quienes desde los años setenta se han organizado en federaciones para la reivindicación de sus derechos.

## Organización social
La etnia alama o inga tiene un sistema de parentesco de tipo bilateral. Existe una gran diferencia entre parientes cruzados y paralelos. Por ejemplo, los primos paralelos son clasificados como hermanos y los cruzados como parientes lejanos, que incluso no tienen denominación en su idioma.
El aillu es la base social de su organización como etnia y como individuos, el aillu es una familia extensa; mientras que la llacta es la unidad residencial del aillu. Esta interpretación de aillu difiere de la que se utiliza en la cordillera de los Andes, donde el aillu constituye una unidad territorial.
Se practican los matrimonios arreglados por los padres de los cónyuges, y es obligatorio que el novio preste servicio a la familia de la esposa. El compadrazgo es una forma de extender el aillu y se mantiene mediante obsequios de bienes y servicios. El compadrazgo es tan importante que es considerado como un lazo de consanguinidad.

## Familia lingüística
Los quechuas del Pastaza y del Tigre pertenecen a la familia lingüística quechua, y se autodenominan «alama inga».

## Organizaciones indígenas
- Federación de Comunidades Nativas del Tigre (FECONAT)
- Federación Indígena Quechua del Pastaza (FEDIQUEP), creada el 9 de noviembre de 1992, en la Comunidad Nativa de Alianza Cristiana.
- Federación de Pueblos Indígenas Kechwa Chazuta y El Bajo Huallaga (FEPIKECHA), en la región San Martín.[4]